# Bien con Lourdes
Bien con Lourdes es un programa de televisión uruguayo creado y presentado por la astróloga y tarotista uruguaya Lourdes Ferro. Es producido y emitido por la cadena Canal 4 desde el lunes 2 de abril de 2018 y se emite de lunes a viernes a las 9:30 a. m. y a las 4:45 p. m..

## Formato
El programa es conducido por Lourdes Ferro, astróloga y tarotista uruguaya. Cada emisión contiene el horóscopo diario, consejos, entrevistas, noticias varias, y cocina en varias emisiones especiales.

## Emisión
Bien con Lourdes, contiene dos emisiones diarias, una desde las 10:30 de la mañana, y la otra desde las 17:30 de la tarde. Ambas tienen una duración de 30 minutos. Se estrenó el día lunes 2 de abril de 2018, en ese entonces se emitía a la hora 15:30. Por su buen recibimiento, el programa pasó a tener dos emisiones diarias y a cambiar de horario varias veces, hasta la actualidad.